# Bolívia a 2020. évi nyári olimpiai játékokon
Bolívia a japán Tokióban megrendezett 2020. évi nyári olimpiai játékok egyik részt vevő nemzete volt. Az országot 3 sportágban 5 sportoló képviselte, akik érmet nem szereztek.

## Atlétika
Férfi
| Versenyző   | Versenyszám | Selejtező | Selejtező | Előfutam | Előfutam | Elődöntő | Elődöntő | Döntő   | Döntő    |
| Versenyző   | Versenyszám | Idő       | Hely.     | Idő      | Hely.    | Idő      | Hely.    | Idő     | Helyezés |
| ----------- | ----------- | --------- | --------- | -------- | -------- | -------- | -------- | ------- | -------- |
| Bruno Rojas | 100 m       | 10,64     | 5.        | kiesett  | kiesett  | kiesett  | kiesett  | kiesett | kiesett  |

Női

| Versenyző     | Versenyszám     | Selejtező | Selejtező | Előfutam | Előfutam | Elődöntő | Elődöntő | Döntő   | Döntő    |
| Versenyző     | Versenyszám     | Idő       | Hely.     | Idő      | Hely.    | Idő      | Hely.    | Idő     | Helyezés |
| ------------- | --------------- | --------- | --------- | -------- | -------- | -------- | -------- | ------- | -------- |
| Angela Castro | 20 km gyaloglás |           |           |          |          |          |          | 1:42,25 | 48.      |

## Tenisz
Férfi
| Versenyző    | Versenyszám | 64-es főtábla           | 32-es főtábla | Nyolcaddöntő | Negyeddöntő | Elődöntő | Döntő/BM | Helyezés |
| ------------ | ----------- | ----------------------- | ------------- | ------------ | ----------- | -------- | -------- | -------- |
| Hugo Dellien | Egyes       | Đoković (SRB) · 2-6;2-6 | kiesett       | kiesett      | kiesett     | kiesett  | kiesett  | kiesett  |

## Úszás
Férfi
| Versenyző        | Versenyszám | Előfutam | Előfutam | Előfutam | Elődöntő | Elődöntő | Elődöntő | Döntő   | Döntő    |
| Versenyző        | Versenyszám | Idő      | Hely.    | Össz.    | Idő      | Hely.    | Össz.    | Idő     | Helyezés |
| ---------------- | ----------- | -------- | -------- | -------- | -------- | -------- | -------- | ------- | -------- |
| Gabriel Castillo | 100 m hát   | 58,24    | 2.       | 39.      | kiesett  | kiesett  | kiesett  | kiesett | kiesett  |

Női

| Versenyző    | Versenyszám | Előfutam | Előfutam | Előfutam | Elődöntő | Elődöntő | Elődöntő | Döntő   | Döntő    |
| Versenyző    | Versenyszám | Idő      | Hely.    | Össz.    | Idő      | Hely.    | Össz.    | Idő     | Helyezés |
| ------------ | ----------- | -------- | -------- | -------- | -------- | -------- | -------- | ------- | -------- |
| Karen Torrez | 50 m gyors  | 25,77    | 4.       | 35.      | kiesett  | kiesett  | kiesett  | kiesett | kiesett  |